# Syncarpa oviformis
Syncarpa oviformis är en sjöpungsart som beskrevs av Vladimir V. Redikorzev 1913. Syncarpa oviformis ingår i släktet Syncarpa och familjen Styelidae. Inga underarter finns listade i Catalogue of Life.